# نان بولکی

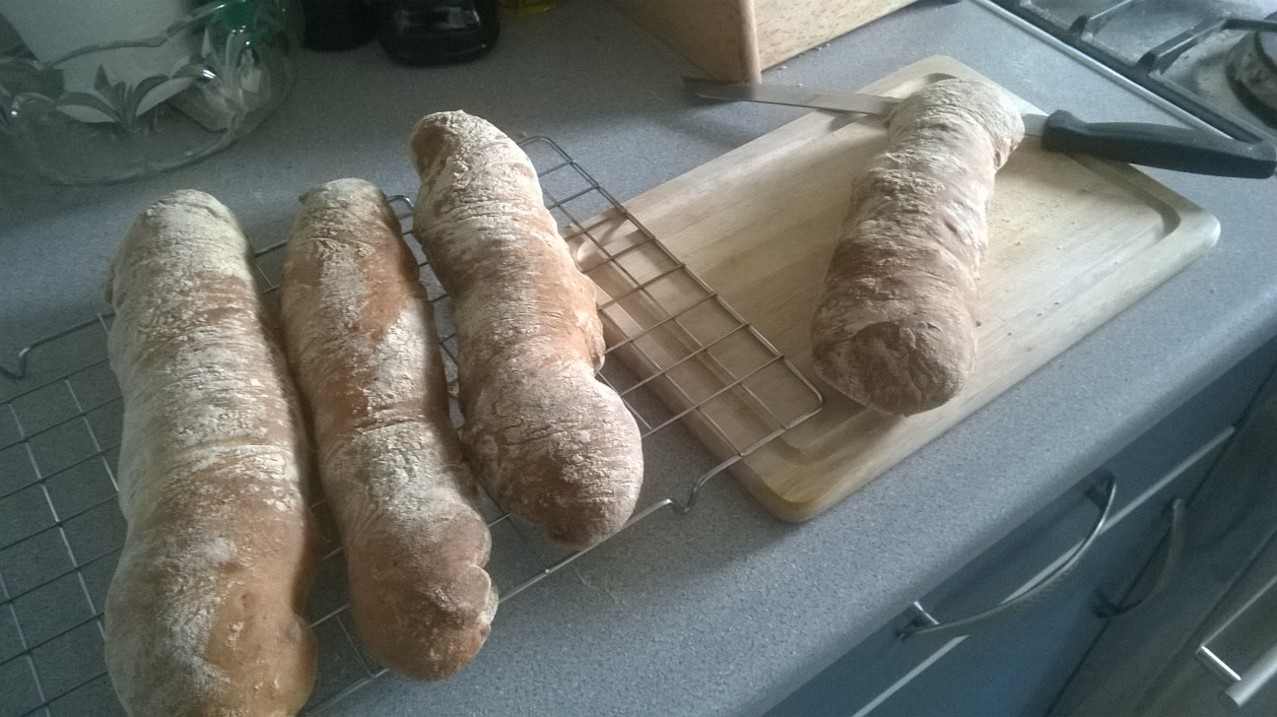
نان چیاباتا

نان بولکی (به روسی булочка با تلفظ bulochka از بلوک به معنی قطعه نان حجیم ) نوعی نان که در حوالی جنگ دوم جهانی از لهستان یا روسیه وارد ایران شد و رواج پیدا کرد.
نان چیاباتا که بعدها در ۱۹۸۲ توسط یک نانوای ایتالیایی اختراع شد شبیه‌ترین نان به آن است.
بزرگ علوی در نوشته‌هایش در سخن از گیاه‌خواری صادق هدایت (متوفی سال 1330) از نان بلکی یاد کرده است: «یک بار دیدم که در کافه لاله‌زار یک نان گوشتی را که به زبان روسی بولکی می‌گفتند، به این قصد که لای آن شیرینی است، گاز زد» فروش ساندویچهای درست شده با این نان در سینماها رواج داشت 